# Offenbacher Fußball-Club Kickers 1901 2007-2008
Questa voce raccoglie le informazioni riguardanti l'Offenbacher Fußball-Club Kickers 1901 nelle competizioni ufficiali della stagione 2007-2008.

## Stagione
Nella stagione 2007-2008 l'Offenbach, allenato da Jørn Andersen, concluse il campionato di 2. Bundesliga al 15º posto e retrocesse in 3. Liga. In Coppa di Germania l'Offenbach fu eliminato al secondo turno dall'Hansa Rostock.

## Rosa
| N. |                      | Ruolo | Calciatore       |
| -- | -------------------- | ----- | ---------------- |
| 1  | Brasile (bandiera)   | P     | César Thier      |
| 27 | Germania (bandiera)  | P     | Christian Como   |
| 17 | Germania (bandiera)  | P     | Daniel Endres    |
| 18 | Germania (bandiera)  | D     | Niko Bungert     |
| 24 | Germania (bandiera)  | D     | Manuel Hornig    |
| 6  | Rep. Ceca (bandiera) | D     | Martin Hyský     |
| 4  | Germania (bandiera)  | D     | Bastian Pinske   |
| 13 | Zambia (bandiera)    | D     | Moses Sichone    |
| 25 | Germania (bandiera)  | C     | Benjamin Baier   |
| 7  | Germania (bandiera)  | C     | Daniyel Cimen    |
| 22 | Germania (bandiera)  | C     | Denis Epstein    |
| 11 | Germania (bandiera)  | C     | Thorsten Judt    |
| 26 | Germania (bandiera)  | C     | Alexander Karrer |
| 16 | Marocco (bandiera)   | C     | Oualid Mokhtari  |

| N. |                         | Ruolo | Calciatore          |
| -- | ----------------------- | ----- | ------------------- |
| 5  | Germania (bandiera)     | C     | Christian Müller    |
| 20 | Nigeria (bandiera)      | C     | Adebowale Ogungbure |
| 28 | Portogallo (bandiera)   | C     | Ricardo Sousa       |
| 2  | Germania (bandiera)     | C     | Sebastian Rode      |
| 8  | Germania (bandiera)     | C     | Stephan Sieger      |
| 21 | Germania (bandiera)     | C     | Dino Toppmöller     |
| 15 | Germania (bandiera)     | C     | Maximilian Watzka   |
| 14 | Germania (bandiera)     | C     | Thomas Wörle        |
| 9  | Grecia (bandiera)       | A     | Anastasios Agritis  |
| 23 | Burkina Faso (bandiera) | A     | Aristide Bancé      |
| 19 | Sudafrica (bandiera)    | A     | Sean Dundee         |
| 29 | Germania (bandiera)     | A     | Marco Reich         |
| 10 | Turchia (bandiera)      | A     | Suat Türker         |

## Organigramma societario
Area tecnica
- Allenatore: Jørn Andersen
- Allenatore in seconda: Manfred Binz
- Preparatore dei portieri: René Keffel
- Preparatori atletici:

## Risultati

### 2. Bundesliga

#### Girone di andata
| Arbitro: | Drees |

|  |           |                        |
|  | Marcatori | 61’ Sichone 87’ Müller |

| Arbitro: | Stark |

|                                |           |                              |
| Toppmöller 10’, 33’ Türker 70’ | Marcatori | 16’ Strbac 83’ (rig.) Heller |

| Arbitro: | Rafati |

|                                          |           |  |
| Kolev 77’, 89’ Lehmann 80’ Milchraum 90’ | Marcatori |  |

| Arbitro: | Fischer |

|                   |           |  |
| Sieger 61’ (rig.) | Marcatori |  |

| Arbitro: | Christ |

|                              |           |            |
| Ludwig 3’ Braun 34’ Eger 64’ | Marcatori | 22’ Sieger |

| Arbitro: | Brych |

|                     |           |  |
| Türker 41’ Judt 73’ | Marcatori |  |

| Arbitro: | Bandurski |

|                      |           |  |
| Šimák 43’ Werner 74’ | Marcatori |  |

| Offenbach am Main 1º ottobre 2007, ore 20:15 CEST 8ª giornata | Kickers Offenbach | 0 – 0 referto | Kaiserslautern | Stadion am Bieberer Berg (12 583 spett.)\| Arbitro: \| Gagelmann \| |
| Arbitro:                                                      | Gagelmann         |               |                |                                                                     |

| Arbitro: | Schalk |

|                                            |           |          |
| Chihi 2’ McKenna 5’ Mohamad 65’ Helmes 68’ | Marcatori | 26’ Judt |

| Arbitro: | Seemann |

|            |           |            |
| Türker 60’ | Marcatori | 42’ Djokaj |

| Arbitro: | Schmidt |

|                            |           |  |
| Bender 33’ Göktan 62’, 70’ | Marcatori |  |

| Arbitro: | Anklam |

|                |           |                                 |
| Toppmöller 24’ | Marcatori | 59’ (aut.) Sieger 85’ Burkhardt |

| Offenbach am Main 9 novembre 2007, ore 18:00 CET 13ª giornata | Kickers Offenbach | 0 – 0 referto | Wehen Wiesbaden | Stadion am Bieberer Berg (8 763 spett.)\| Arbitro: \| Wingenbach \| |
| Arbitro:                                                      | Wingenbach        |               |                 |                                                                     |

| Arbitro: | Willenborg |

|                                    |           |  |
| Ndjeng 16’ Brouwers 63’ Paauwe 83’ | Marcatori |  |

| Offenbach am Main 2 dicembre 2007, ore 14:00 CET 15ª giornata | Kickers Offenbach | 0 – 0 referto | Friburgo | Stadion am Bieberer Berg (9 314 spett.)\| Arbitro: \| Henschel \| |
| Arbitro:                                                      | Henschel          |               |          |                                                                   |

| Arbitro: | Winkmann |

|                   |           |                           |
| Ba 40’ Copado 42’ | Marcatori | 59’ Toppmöller 90’ Türker |

| Arbitro: | Aytekin |

|                                      |           |                             |
| Hornig 19’ Türker 68’ Toppmöller 84’ | Marcatori | 34’, 55’, 57’ Reichenberger |

#### Girone di ritorno
| Arbitro: | Schriever |

|                      |           |                   |
| Bancé 12’ Türker 24’ | Marcatori | 42’ (aut.) Müller |

| Arbitro: | Grudzinski |

|                                     |           |            |
| Petrouš 23’ Kaufman 42’, 78’ (rig.) | Marcatori | 81’ Türker |

| Arbitro: | Schößling |

|            |           |               |
| Türker 41’ | Marcatori | 19’ Krontiris |

| Arbitro: | Winkmann |

|         |           |            |
| Luz 89’ | Marcatori | 52’ Türker |

| Arbitro: | Frank |

|                                            |           |                                      |
| Sichone 32’ Türker 71’ Wörle 84’ Sousa 86’ | Marcatori | 31’ Schnitzler 40’ Morena 46’ Trojan |

| Arbitro: | Hartmann |

|              |           |  |
| Hoogland 54’ | Marcatori |  |

| Arbitro: | Steinhaus |

|                |           |               |
| Bancé 18’, 47’ | Marcatori | 89’ Torghelle |

| Arbitro: | Brych |

|                  |           |             |
| Demai 77’ (rig.) | Marcatori | 16’ Sichone |

| Arbitro: | Weiner |

|         |           |                                    |
| Judt 2’ | Marcatori | 31’ Antar 52’ Helmes 74’ Novakovič |

| Arbitro: | Seemann |

|          |           |             |
| Vata 56’ | Marcatori | 33’ Agritis |

| Arbitro: | Walz |

|                               |           |  |
| Johnson 29’ (aut.) Türker 56’ | Marcatori |  |

| Arbitro: | Kempter |

|                                |           |             |
| Biliškov 45’ Nehrig 84’ (rig.) | Marcatori | 69’ Agritis |

| Arbitro: | Perl |

|                    |           |           |
| Catic 63’ Atem 80’ | Marcatori | 30’ Bancé |

| Arbitro: | Sippel |

|                     |           |                                                                                   |
| Brouwers 54’ (aut.) | Marcatori | 28’ (rig.), 49’ (rig.) Neuville 58’ Marin 66’ Touma 73’, 88’ Ndjeng 77’ Coulibaly |

| Arbitro: | Aytekin |

|  |           |              |
|  | Marcatori | 83’ Mokhtari |

| Arbitro: | Kinhöfer |

|                   |           |                   |
| Türker 80’ (rig.) | Marcatori | 54’ (rig.) Copado |

| Arbitro: | Fleischer |

|                                            |           |  |
| Schanda 36’ Surmann 56’ Epstein 70’ (aut.) | Marcatori |  |

### Coppa di Germania
| Arbitro: | Hartmann |

|  |           |                                                           |
|  | Marcatori | 20’ Agritis 70’ Mokhtari 79’ Toppmöller 89’ (rig.) Sieger |

| Arbitro: | Frank |

|                                                               |           |  |
| Kern 20’, 29’ Beinlich 23’ Rydlewicz 33’ Yelen 62’ Langen 79’ | Marcatori |  |

## Statistiche

### Statistiche di squadra
| Competizione      | Punti | In casa | In casa | In casa | In casa | In casa | In casa | In trasferta | In trasferta | In trasferta | In trasferta | In trasferta | In trasferta | Totale | Totale | Totale | Totale | Totale | Totale | DR  |
| Competizione      | Punti | G       | V       | N       | P       | Gf      | Gs      | G            | V            | N            | P            | Gf           | Gs           | G      | V      | N      | P      | Gf     | Gs     | DR  |
| ----------------- | ----- | ------- | ------- | ------- | ------- | ------- | ------- | ------------ | ------------ | ------------ | ------------ | ------------ | ------------ | ------ | ------ | ------ | ------ | ------ | ------ | --- |
| 2. Bundesliga     | 38    | 17      | 7       | 7       | 3       | 25      | 25      | 17           | 2            | 4            | 11           | 13           | 35           | 34     | 9      | 11     | 14     | 38     | 60     | -22 |
| Coppa di Germania | -     | 0       | 0       | 0       | 0       | 0       | 0       | 2            | 1            | 0            | 1            | 4            | 6            | 2      | 1      | 0      | 1      | 4      | 6      | -2  |
| Totale            | -     | 17      | 7       | 7       | 3       | 25      | 25      | 19           | 3            | 4            | 12           | 17           | 41           | 36     | 10     | 11     | 15     | 42     | 66     | -24 |

### Andamento in campionato
| Giornata  | 1 | 2 | 3 | 4 | 5 | 6 | 7 | 8 | 9 | 10 | 11 | 12 | 13 | 14 | 15 | 16 | 17 | 18 | 19 | 20 | 21 | 22 | 23 | 24 | 25 | 26 | 27 | 28 | 29 | 30 | 31 | 32 | 33 | 34 |
| --------- | - | - | - | - | - | - | - | - | - | -- | -- | -- | -- | -- | -- | -- | -- | -- | -- | -- | -- | -- | -- | -- | -- | -- | -- | -- | -- | -- | -- | -- | -- | -- |
| Luogo     | T | C | T | C | T | C | T | C | T | C  | T  | C  | C  | T  | C  | T  | C  | C  | T  | C  | T  | C  | T  | C  | T  | C  | T  | C  | T  | T  | C  | T  | C  | T  |
| Risultato | V | V | P | V | P | V | P | N | P | N  | P  | P  | N  | P  | N  | N  | N  | V  | P  | N  | N  | V  | P  | V  | N  | P  | N  | V  | P  | P  | P  | V  | N  | P  |
| Posizione | 3 | 2 | 7 | 4 | 5 | 3 | 7 | 7 | 9 | 10 | 10 | 13 | 12 | 13 | 12 | 13 | 13 | 13 | 13 | 13 | 13 | 12 | 13 | 11 | 13 | 14 | 14 | 13 | 14 | 14 | 14 | 13 | 12 | 15 |

Legenda:

Luogo: C = Casa; T = Trasferta. Risultato: V = Vittoria; N = Pareggio; P = Sconfitta.

### Statistiche dei giocatori
| Giocatore     | 2. Bundesliga | 2. Bundesliga | 2. Bundesliga | 2. Bundesliga | Coppa di Germania | Coppa di Germania | Coppa di Germania | Coppa di Germania | Totale   | Totale | Totale      | Totale     |
| Giocatore     | Presenze      | Reti          | Ammonizioni   | Espulsioni    | Presenze          | Reti              | Ammonizioni       | Espulsioni        | Presenze | Reti   | Ammonizioni | Espulsioni |
| ------------- | ------------- | ------------- | ------------- | ------------- | ----------------- | ----------------- | ----------------- | ----------------- | -------- | ------ | ----------- | ---------- |
| C. Thier      | 23            | 0             | 0             | 0             | 1                 | 0                 | 0                 | 0                 | 24       | 0      | 0           | 0          |
| C. Como       | -             | -             | -             | -             | -                 | -                 | -                 | -                 | -        | -      | -           | -          |
| D. Endres     | 12            | 0             | 0             | 0             | 1                 | 0                 | 0                 | 0                 | 13       | 0      | 0           | 0          |
| N. Bungert    | 32            | 0             | 7             | 1             | 2                 | 0                 | 0                 | 0                 | 34       | 0      | 7           | 1          |
| M. Hornig     | 6             | 1             | 0             | 0             | 1                 | 0                 | 0                 | 0                 | 7        | 1      | 0           | 0          |
| M. Hyský      | 34            | 0             | 3             | 0             | 1                 | 0                 | 0                 | 0                 | 35       | 0      | 3           | 0          |
| B. Pinske     | 25            | 0             | 4             | 0             | 2                 | 0                 | 1                 | 0                 | 27       | 0      | 5           | 0          |
| M. Sichone    | 19            | 3             | 6             | 1             | 2                 | 0                 | 1                 | 0                 | 21       | 3      | 7           | 1          |
| B. Baier      | 12            | 0             | 1             | 0             | -                 | -                 | -                 | -                 | 12       | 0      | 1           | 0          |
| D. Cimen      | 13            | 0             | 2             | 0             | 1                 | 0                 | 0                 | 0                 | 14       | 0      | 2           | 0          |
| D. Epstein    | 21            | 0             | 1             | 0             | 2                 | 0                 | 0                 | 0                 | 23       | 0      | 1           | 0          |
| T. Judt       | 32            | 3             | 9             | 0             | 2                 | 0                 | 0                 | 0                 | 34       | 3      | 9           | 0          |
| A. Karrer     | -             | -             | -             | -             | -                 | -                 | -                 | -                 | -        | -      | -           | -          |
| O. Mokhtari   | 28            | 1             | 3             | 0             | 1                 | 1                 | 1                 | 0                 | 29       | 2      | 4           | 0          |
| C. Müller     | 23            | 1             | 3             | 0             | 1                 | 0                 | 0                 | 0                 | 24       | 1      | 3           | 0          |
| A. Ogungbure  | 15            | 0             | 4             | 2             | 2                 | 0                 | 0                 | 0                 | 17       | 0      | 4           | 2          |
| R. Sousa      | 16            | 1             | 3             | 1             | -                 | -                 | -                 | -                 | 16       | 1      | 3           | 1          |
| S. Rode       | -             | -             | -             | -             | -                 | -                 | -                 | -                 | -        | -      | -           | -          |
| S. Sieger     | 23            | 2             | 3             | 0             | 2                 | 1                 | 0                 | 0                 | 25       | 3      | 3           | 0          |
| D. Toppmöller | 20            | 5             | 2             | 0             | 2                 | 1                 | 1                 | 0                 | 22       | 6      | 3           | 0          |
| M. Watzka     | 13            | 0             | 2             | 0             | 1                 | 0                 | 0                 | 0                 | 14       | 0      | 2           | 0          |
| T. Wörle      | 22            | 1             | 5             | 0             | 1                 | 0                 | 0                 | 0                 | 23       | 1      | 5           | 0          |
| A. Agritis    | 25            | 2             | 4             | 0             | 2                 | 1                 | 0                 | 0                 | 27       | 3      | 4           | 0          |
| A. Bancé      | 10            | 4             | 2             | 1             | -                 | -                 | -                 | -                 | 10       | 4      | 2           | 1          |
| S. Dundee     | 1             | 0             | 0             | 0             | -                 | -                 | -                 | -                 | 1        | 0      | 0           | 0          |
| M. Reich      | 9             | 0             | 1             | 0             | -                 | -                 | -                 | -                 | 9        | 0      | 1           | 0          |
| S. Türker     | 28            | 12            | 8             | 1             | -                 | -                 | -                 | -                 | 28       | 12     | 8           | 1          |
| Sidney        | 11            | 0             | 1             | 0             | 1                 | 0                 | 1                 | 0                 | 12       | 0      | 2           | 0          |